# Polierachat
Polierachat bezeichnet einen  Polierstein aus Achat, einer der Varianten des metamorphen Gesteins Quarz. 

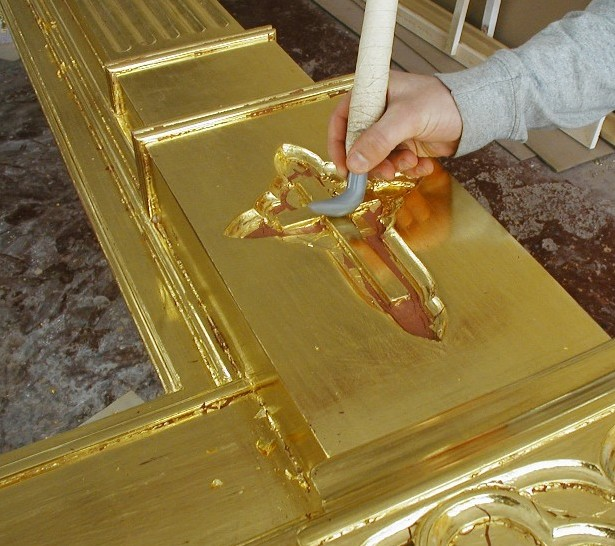
Polieren von Blattgold mit einem Polierstein.

## Beschreibung
Achate werden neben anderen kristallenen Gesteinen wie z. B. Marmor, Quarzit, Amphibolit und Gneis als Werkzeug zum Polieren und Schleifen verwendet. Weitere Mineralien, die ähnliche Poliereigenschaften aufweisen, sind  u. a. Rhodochrosit, Aragonit und Jaspis.
Mit Polierachaten können Oberflächen geglättet werden, wie es beispielsweise bei der Auflage von Blattgold üblich ist. Polierachate wurden auch von Schwertfegern (heutzutage als „Schmiede“ bekannt) zum Schärfen, Polieren und Fertigen von Schwertern, Dolchen, Säbeln und Pfeilspitzen verwendet.